# Герцог Ельхінгенський (дворянський титул)

Герб першого герцога Ельхінгенського Мішеля Нея

Герцог Ельхінгенський (фр. Duc d'Elchingen) — французький дворянський титул створений Наполеоном Бонапартом для Маршала Імперії Мішеля Нея 6 червня 1808 року.
Титули князя Московського, та герцога Ельхінгенського передавався в спадщину серед нащадків Мішеля Нея в 1815—1969 роках.

## Історія появи титулу
14 жовтня 1805 року, під час Війни третьої коаліції відбулася Ельхінгенська битва (фр. Bataille d'Elchingen), коло селища Ельхінген (округ Швабія, Баварія). У цій битві французькому VI-му корпусу під керівництвом маршала Мішеля Нея, протистояли австрійські частини під керівництвом генерала кінноти Іоганна Зігмунда фон Риша. Проявляючи виключну мужність він керував відновленням Ельхінгенського мосту під артилерійським вогнем австрійців. Після цього очолював переправу через Дунай.
6 червня імператор Франції Наполеон Бонапарт нагороджує маршала Нея, титулом герцога Ельхінгенського. В 1813 році, маршалу Нею, за участь в Московській (Бородинській) Битві. було нагороджено ще й титулом князь Московський (фр. Prince de la Moskowa). Ці два титули належали роду Неїв, до ХХ ст.

## Наслідування
Після смерті Мішеля Нея в 1815 році, титули князя Московського та герцога Ельхінгенського перейшли до його синів. Титул князя Московського (як більш старший за рангом) отримав старший син Наполеон Жозеф. Менший за рангом герцогський титул, отримав молодший син маршалу, Мішель Луї Фелікс. Титули не повинні були об'єднуватися поки є другий представник чоловічої статі з родини Неїв. Але так трапилося, що в 1928 році, перший раз з 1815 року, два титули знову опинилися у одної людині.
В 1969 році, помер останній герцог Ельхінгенський.

## Перелік герцогів Ельхінгенських
- 1813-1815 Мішель Ней (1769—1815) —1-й герцог Ельхінгенський. 1-й князь Московський. Французький полководець. Маршал Імперії. Пер Франції. Один з найближчих поплічників Наполеона, брав участь майже у всіх його військових компаніях.
- 1815-1854 Мішель Луї Фелікс Ней (1804—1854) —2-й герцог Ельхінгенський. Політичний діяч Франції. Генерал. Другий син маршала Мішеля Нея, 1-го князя Ельхінгенського. Помер від холери під час Оборони Севастополя (Кримська війна).
- 1854-1881 Мішель-Алоїз Ней (1835—1881) — 3-й герцог Ельхінгенський. Політичний діяч Франції. Дивізійний генерал. Командор Ордену Почесного легіону. Брав участь у багатьох війнах які вела Франція на той час. Єдиний син Мішеля Луї Фелікса, 2-го князя Ельхінгенського . Покінчив собою, застрелившись з пістолету. Поховано його було на кладовище Пер-Лашез.
- 1881-1933 Шарль Алоїз Жан Габріель Ней (1873—1933) —4-й герцог Ельхінгенський. 5-й князь Московський (з 1928 року). Молодший син Едгара Наполеона, 3-го князя Московського.
- 1933-1969 Мішель Жорж Наполеон Ней (1905—1969) —5-й герцог Ельхінгенський. 6-й князь Московський. Був єдиним сином Шарля Алоїза, 4-го герцога Ельхінгенського. Був останнім князем Московським, а також герцогом Ельхінгенським.

## Галерея

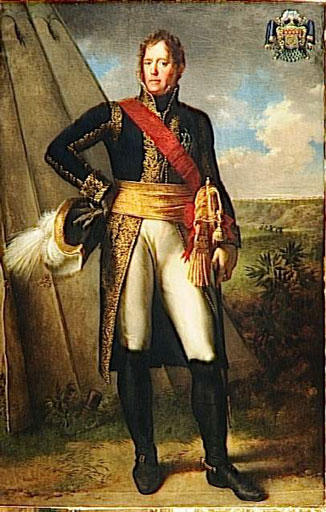
1-й герцог Ельхінгенський  Мішель Ней
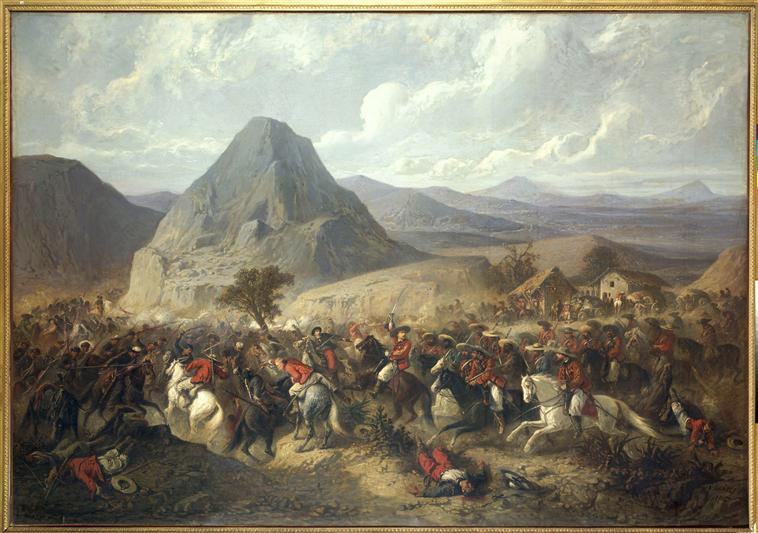
«Битва при Йерба-Буено» (мал. Жана-Адольфа Бюсі). Бій між французький 1-м ескадроном під керівництвом  Мішеля-Алоїза Нея герцога Ельхінгенського, та мексиканським кавалерійським полком, коло Йерба-Буено (Мексика) під час Мексиканської експедиції